# Lygodactylus kimhowelli
Lygodactylus kimhowelli (лат.) — вид ящериц из рода карликовых гекконов семейства гекконовых. Эндемик Танзании.

## Этимология названия
Назван в честь Кима Хоуэлла за его большой вклад в развитие герпетологии в Танзании.

## Внешний вид
Один из самых крупных представителей рода с общей длиной тела 9 см. Как и у всех представителей рода, у них есть прикрепительные пластинки как на пальцах, так и на нижней стороне кончика хвоста. В связи с дневным образом жизни имеют круглые зрачки. Перед клоакальной щелью 10—11 преанальных пор.
Голова, со светло-жёлтыми вкраплениями, украшена двумя чёрными линиями, которые сначала похожи на пятна, затем соединяются в линии и продолжаются на спине до основания хвоста. Ещё две линии проходят от морды с двух сторон над глазами и до задних лап. Светло-жёлтые отметины на голове, ближе к спине, сменяются сине-серыми. Самцов отличает чёрное горло. У молодых особей в первые месяцы жизни брюхо красное.

## Распространение
Эндемик Танзании, распространённый от Танги до границ природного заповедника Амани на высоте до 1350 м над уровнем моря. Обитает в прибрежных лесах и пригородных садах.

## Образ жизни
Ведёт дневной, преимущественно древесный образ жизни. Гелиотермный вид.